# 圣迪维
圣迪维（法語：Saint-Divy，法語發音：[sɛ̃ divi]）是法国菲尼斯泰尔省的一个市镇，属于布雷斯特区。

## 地理
圣迪维（48°27'14"N, 4°20'7"W）面积8.52 平方千米，位于法国布列塔尼大區菲尼斯泰尔省，该省份为法国最西部的省份，位于布列塔尼半岛西部，北西南三面环大西洋，东临阿摩尔滨海省和莫尔比昂省。
与圣迪维接壤的市镇（或旧市镇、城区）包括：凯尔桑普拉贝内克、拉福雷朗代诺、吉帕瓦、朗代諾、圣托南。

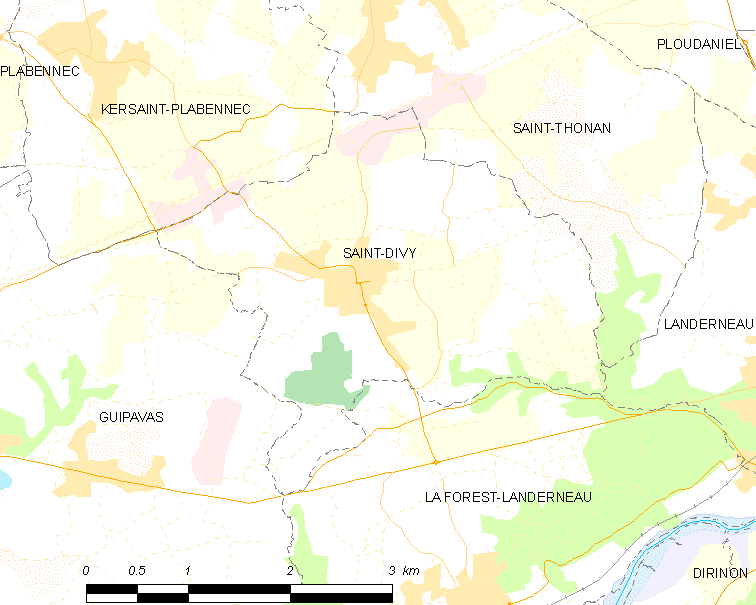
圣迪维的OSM定位图

圣迪维的时区为UTC+01:00、UTC+02:00（夏令时）。

## 行政
圣迪维的邮政编码为29800，INSEE市镇编码为29245。

## 政治
圣迪维所属的省级选区为朗代诺县。

## 人口

1962-2008年间圣迪维人口变化图示

圣迪维于2022年1月1日时的人口数量为1602人。